# 5743 Kato
5743 Kato este un asteroid din centura principală de asteroizi.

## Descriere
5743 Kato este un asteroid din centura principală de asteroizi. A fost descoperit pe 19 octombrie 1990 la Susono de Makio Akiyama și Toshimasa Furuta. El prezintă o orbită caracterizată de o semiaxă mare de 2,24 ua, o excentricitate de 0,10 și o înclinație de 3,0° în raport cu ecliptica.